# ويليمانتيك (كونيتيكت)
ويليمانتيك (بالإنجليزية: Willimantic, Connecticut)‏ هي بلدة تقع في الولايات المتحدة في كونيتيكت. يقدر عدد سكانها بـ 17,737 نسمة ومساحتها 11.6 كم2 .

## التركيبة السكانية
حدّد مكتب تعداد الولايات المتحدة بيانات التركيبة السكانية لويليمانتيك في تعداد الولايات المتحدة. في ما يلي، التركيبة السكانية حسب تعدادي 2000 و2010.

### تعداد عام 2000
بلغ عدد سكان ويليمانتيك 15,823 نسمة بحسب تعداد عام 2000، وبلغ عدد الأسر 5,604 أسرة وعدد العائلات 3,169 عائلة مقيمة في المنطقة السكنية. في حين سجلت الكثافة السكانية 1,364.1 نسمة لكل كيلومتر مربع (3,533.0/ميل2). وبلغ عدد الوحدات السكنية 6,026 وحدة بمتوسط كثافة قدره 519.5 لكل كيلومتر مربع (1,345.5/ميل2).
وتوزع التركيب العرقي للمنطقة السكنية بنسبة 70.35% من البيض و6.25% من الأمريكيين الأفارقة و0.59% من الأمريكيين الأصليين و1.67% من الأمريكيين ذوي الأصول الآسيوية و0.13% من سكان جزر المحيط الهادئ و16.87% من الأعراق الأخرى و4.13% من عرقين مختلطين أو أكثر و30.19% من الهسبانيون أو اللاتينيون من أي عرق.
بلغ عدد الأسر 5,604 أسرة كانت نسبة 33.1% منها لديها أطفال تحت سن الثامنة عشر تعيش معهم، وبلغت نسبة الأزواج القاطنين مع بعضهم البعض 33.5% من أصل المجموع الكلي للأسر، ونسبة 18.1% من الأسر كان لديها معيلات من الإناث دون وجود شريك،  بينما كانت نسبة 4.9% من الأسر لديها معيلون من الذكور دون وجود شريكة وكانت نسبة 43.5% من غير العائلات. تألفت نسبة 33.2% من أصل جميع الأسر من عدة أفراد يعيشون في نفس المنزل ونسبة 12.7% كانت تتألف من شخص يعيش بمفرده يبلغ من العمر 65 عاماً أو أكثر. وبلغ متوسط حجم الأسرة المعيشية 2.45، أما متوسط حجم العائلات فبلغ 3.13.
بلغ العمر الوسطي للسكان 28.5 عاماً. وكانت نسبة 22.4% من القاطنين تحت سن الثامنة عشر، وكانت نسبة 11.3% بين الثامنة عشر والرابعة والعشرين عاماً، ونسبة 26.6% كانت واقعةً في الفئة العمرية ما بين الخامسة والعشرين والرابعة والأربعين عاماً، ونسبة 15.8% كانت ما بين الخامسة والأربعين والرابعة والستين، ونسبة 10.7% كانت ضمن فئة الخامسة والستين عاماً فما فوق. يوجد لكل 100 أنثى 96.8 ذكر، ويوجد لكل 100 أنثى في الثامنة عشر من عمرها فما فوق 93.3 ذكر.
بلغ متوسط دخل الأسرة في المنطقة السكنية 30,155 دولارًا، أما متوسط دخل العائلة فبلغ 38,427 دولارًا. وكان متوسط دخل الذكور 30,697 دولارًا مقابل 23,297 دولارًا للإناث. وسجل دخل الفرد الخاص بالمنطقة السكنية 15,727 دولارًا. وكانت نسبة 14.6% من العائلات ونسبة 19.8% من السكان تحت خط الفقر، وكان من هؤلاء نسبة 25.6% تحت سن الثامنة عشر ونسبة 12.6% في الخامسة والستين من العمر وما فوق.

### تعداد عام 2010
بلغ عدد سكان ويليمانتيك 17,737 نسمة بحسب تعداد عام 2010، وبلغ عدد الأسر 5,812 أسرة وعدد العائلات 3,324 عائلة مقيمة في المنطقة السكنية. في حين سجلت الكثافة السكانية 1,529.1 نسمة لكل كيلومتر مربع (3,960.4/ميل2). وبلغ عدد الوحدات السكنية 6,282 وحدة بمتوسط كثافة قدره 541.6 لكل كيلومتر مربع (1,402.7/ميل2).
وتوزع التركيب العرقي للمنطقة السكنية بنسبة 65.99% من البيض و7.46% من الأمريكيين الأفارقة و0.60% من الأمريكيين الأصليين و1.86% من الأمريكيين ذوي الأصول الآسيوية و0.08% من سكان جزر المحيط الهادئ و20.22% من الأعراق الأخرى و3.78% من عرقين مختلطين أو أكثر و39.80% من الهسبانيون أو اللاتينيون من أي عرق.
بلغ عدد الأسر 5,812 أسرة كانت نسبة 34.2% منها لديها أطفال تحت سن الثامنة عشر تعيش معهم، وبلغت نسبة الأزواج القاطنين مع بعضهم البعض 30.6% من أصل المجموع الكلي للأسر، ونسبة 20.2% من الأسر كان لديها معيلات من الإناث دون وجود شريك،  بينما كانت نسبة 6.4% من الأسر لديها معيلون من الذكور دون وجود شريكة وكانت نسبة 42.8% من غير العائلات. تألفت نسبة 31% من أصل جميع الأسر من عدة أفراد يعيشون في نفس المنزل ونسبة 10.9% كانت تتألف من شخص يعيش بمفرده يبلغ من العمر 65 عاماً أو أكثر. وبلغ متوسط حجم الأسرة المعيشية 2.58، أما متوسط حجم العائلات فبلغ 3.21.
بلغ العمر الوسطي للسكان 26.5 عاماً. وكانت نسبة 21.5% من القاطنين تحت سن الثامنة عشر، وكانت نسبة 26.2% بين الثامنة عشر والرابعة والعشرين عاماً، ونسبة 24.7% كانت واقعةً في الفئة العمرية ما بين الخامسة والعشرين والرابعة والأربعين عاماً، ونسبة 19% كانت ما بين الخامسة والأربعين والرابعة والستين، ونسبة 8.6% كانت ضمن فئة الخامسة والستين عاماً فما فوق. وتوزع التركيب الجنسي للسكان بنسبة 49.3% ذكور و50.7% إناث.

## أعلام
- ويليام بونين
- فرد نوريس
- تيموثي آرشامبو
- ويليام بي. هووبر
- أرت نيكولز
- جوليان جوردن